# ميل روشي
ميل روشي (بالإنجليزية: Mel Roach)‏ هو لاعب كرة قاعدة أمريكي، ولد في 25 يناير 1933 في ريتشموند في الولايات المتحدة.

## وصلات خارجية
- ميل روشي على موقعبيزبول رفرنس.كوم (الدوري الرئيسي) (الإنجليزية)
- ميل روشي على موقع جمعية أبحاث البيسبول الأمريكية (الإنجليزية)
- ميل روشي على موقع قاعة فرجينيا للمشاهير الرياضية (الإنجليزية)